# Liczba Prandtla
Liczba Prandtla – bezwymiarowa liczba wyrażająca stosunek lepkości płynu do jego przewodnictwa cieplnego. Jest to jedna z liczb podobieństwa używanych w hydrodynamice oraz termodynamice i mechanice ośrodków ciągłych. Definiuje ją równanie:
{\displaystyle {\mbox{Pr}}={\frac {C_{p}\mu }{\lambda }}={\frac {\nu }{\alpha }},}
gdzie:
{\displaystyle C_{p}} – ciepło właściwe,
{\displaystyle \mu } – współczynnik lepkości dynamicznej,
{\displaystyle \lambda } – współczynnik przewodzenia ciepła,
{\displaystyle \nu } – współczynnik lepkości kinematycznej,
{\displaystyle \alpha } – stała dyfuzji cieplnej, w przypadku cieczy równa {\displaystyle \lambda /(\rho C_{p}),} gdzie {\displaystyle \rho } jest gęstością płynu, a {\displaystyle C_{p}} jej ciepłem właściwym.
Typowe wartości liczby Prandtla:
- powietrze – 0,691 (0 °C); 0,695 (500 °C) – liczba ta nie zależy tylko od temperatury, a również od ciśnienia, o którym nie wspomniano tutaj. I tak np. przy temp. 0 st i ciśnieniu 0,1013 MPa liczba Pr wynosi około 0,707.
- woda – 13,44 (0 °C); 11,16 (5 °C); 6,99 (20 °C); 4,34 (40 °C); 3,00 (60 °C); 2,20 (80 °C); 1,75 (100 °C)
- olej silnikowy – w granicach od 100 do 40 000
- rtęć – 0,015

Lepkość kinematyczna może być uważana za miarę szybkości „dyfuzji pędu”; wówczas liczba Prandtla określa stosunek szybkości dyfuzji pędu do szybkości dyfuzji ciepła. Wysoka wartość liczby Prandla (np. dla olejów silnikowych) oznacza, że w rozprzestrzenianiu się ciepła w płynącym ośrodku dominuje konwekcja. Niska wartość tej liczby (dla płynnych metali) oznacza, że przekaz ciepła następuje głównie w wyniku jego przewodzenia na poziomie molekularnym.
Odpowiednikiem liczby Prandtla w równaniach wnikania masy jest liczba Schmidta.
Nazwa pochodzi od nazwiska Ludwiga Prandtla.